# 粗燈鱂
粗燈鱂，為輻鰭魚綱鯉齒目鯉齒亞目花鳉科的其中一種，分布於非洲圖爾卡納湖流域，體長可達3公分，棲息在沿岸植被生長、靜止的湖泊，屬肉食性，生活習性不明。